# フリスティーナ・メタクサー
フリスティーナ・メタクサー（Χριστίνα Μεταξά / Christina Metaxa、1992年4月4日 - ）は、キプロスのシンガー・ソングライター。キプロスのリマソール出身のギリシャ系キプロス人である。フリスティーナ・メタクサーの兄も歌手であり、ギリシャ版Xファクター（The X Factor）で2位となったニコラス・メタクサス（Νικόλας Μεταξάς / Nikolas Metaxas）である。フリスティーナ・メタクサーは、2009年5月にロシアのモスクワで行われる、ユーロビジョン・ソング・コンテストの2009年大会でキプロス代表として参加し、「Firefly」を歌う。
2009年2月7日、フリスティーナ・メタクサーの楽曲「Firefly」は、ユーロビジョン・ソング・コンテスト2009のキプロス代表に選ばれた。同曲の作詞・作曲を担当したのは兄のニコラス・メタクサスである。